# Реслманія 34
Реслманія 34 (англ. Wrestlemania 34) — тридцять четверте за рахунком pay-per-view — шоу федерації професійного реслінгу WWE з серії PPV «Реслманія», яке пройшло 8 квітня 2018 на арені «Мерседес-Бенц Супердом» в місті Новий Орлеан, штат Луїзіана,  США.